# Barbatos

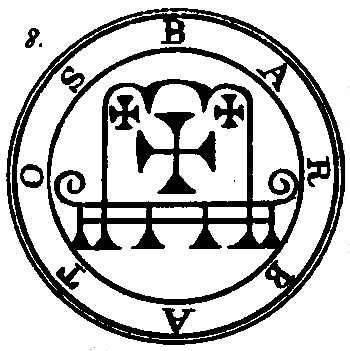
Pieczęć Barbatosa według Goecji Crowleya i Mathersa.

Barbatos – w tradycji okultystycznej upadły anioł, demon, książę, a według Dictionnaire  Infernal hrabia piekła. Rozporządza 30 legionami duchów. W Sztuce Goecji   jest ósmym, a w Pseudomonarchii   Daemonum szóstym duchem. Przed upadkiem należał do drugiego kręgu, do Chóru Cnót albo Chóru Potęg.

## Wdemonologii
Można go przywołać tylko, gdy słońce znajduje się w znaku strzelca. Zawsze pojawia się w towarzystwie czterech szlachetnych królów, którzy grają na rogach i oddziału wojska. By go przywołać i podporządkować potrzebna jest jego pieczęć, która według Sztuki Goecji powinna być zrobiona z miedzi.
Obdarza darem zrozumienia mowy innych stworzeń, np. szczekania psa albo śpiewu ptaków. Potrafi złamać rzucone klątwy i pomaga w odkryciu ukrytych skarbów. Można się od niego dowiedzieć, co kryje przyszłość i przeszłość. Potrafi doprowadzić do ugody przyjaciół i ludzi władzy.
Ukazywany jest jako łucznik bądź myśliwy. Wierzono, że można spotkać go w lasach. 

## Wkulturze masowej
- W grze Genshin Impact pojawia się postać o imieniu Venti, która potem okazuje się być Anemo Archonem regionu Mondstadt, o imieniu Barbatos.[1]

- Collin de Plancy uważał go za pierwowzór Robin Hooda[2].